# 塞谢泽卢
塞谢泽卢是葡萄牙波尔图区的一个堂区。总面积1.61平方公里，总人口1729人，人口密度1073.9人/平方公里。